# Progomphus pygmaeus
Progomphus pygmaeus – gatunek ważki z rodziny gadziogłówkowatych (Gomphidae). Występuje na terenie Ameryki Południowej i Ameryki Środkowej.